# ریموند توسکانیلی
ریموند توسکانیلی (انگلیسی: Raymond Toscanelli; ۲۲ سپتامبر ۱۹۲۱ – ۱ مارس ۲۰۱۵) بازیکن فوتبال اهل فرانسه بود.
از باشگاه‌هایی که در آن بازی کرده‌است می‌توان به باشگاه ورزشی مون‌پلیه و باشگاه فوتبال آنژه اشاره کرد.